# Rahel Kopp
Pour les articles homonymes, voir Kopp.
Rahel Kopp, née le 18 mars 1994, est une skieuse suisse. 
Elle est championne du monde juniors de combiné en 2015.
En 2021, elle prend sa retraite sportive à l'âge de seulement 27 ans.

## Biographie
Rahel Kopp participe à des compétitions internationales depuis 2010.
En décembre 2010, elle effectue son premier départ en Coupe d'Europe.
Elle est médaillée d'argent aux Championnats du monde junior 2013 lors de l'épreuve par équipes. En 2014, elle réédite cette performance.
Elle prend pour la première fois le départ en Coupe du monde en décembre 2013 à Courchevel. Elle marque ses premiers points en décembre 2014 au slalom de Kühtai in Tirol (26e).
Aux Championnats du monde junior 2015, elle gagne deux médailles : le bronze au super G et l'or au combiné.
En janvier 2016, elle s'impose pour la première fois en Coupe d'Europe, au super-combiné de Châtel. Quelques semaines plus tard, elle réalise sa meilleure performance en Coupe du monde avec une 5e place au combiné de Soldeu.
En février 2019, elle améliore ce résultat avec une quatrième place au combiné de Crans-Montana.
En avril 2021, quelques jours après avoir été rétrogradée dans le cadre C, elle choisit de prendre sa retraite. Elle déclare qu'elle a « vécu toutes les émotions, qu’elles soient positives et négatives. Le ski de compétition a donc été pour moi une excellente école de la vie, mais la vie offre bien plus » et annonce qu'elle va désormais terminer un Bachelor en économie,,.

## Palmarès

### Coupe du monde
- Premier départ : 26 octobre 2013, géant de Sölden, DNQ
- Premier top30 : 29 décembre 2014, slalom de Kühtai, 26ème
- Premier top10 : 28 février 2016, combiné de Soldeu, 5ème
- Meilleur résultat : 4e, combiné de Crans-Montana, 24 février 2019
- Meilleur classement général : 70e en 2016.
- Meilleur classement du combiné : 4ème en 2019
- Total : 80 départs

| Année/Classement | Général | Général | Descente | Descente | Super G | Super G | Slalom géant | Slalom géant | Slalom | Slalom | Combiné | Combiné |
| Année/Classement | Class.  | Points  | Class.   | Points   | Class.  | Points  | Class.       | Points       | Class. | Points | Class.  | Points  |
| ---------------- | ------- | ------- | -------- | -------- | ------- | ------- | ------------ | ------------ | ------ | ------ | ------- | ------- |
| 2014-2015        | 114e    | 5       | -        | -        | -       | -       | -            | -            | 51e    | 5      | -       | -       |
| 2015-2016        | 70e     | 78      | -        | -        | -       | -       | 54e          | 2            | 43e    | 15     | 12e     | 61      |
| 2016-2017        | 83e     | 41      | -        | -        | -       | -       | 52e          | 6            | 48e    | 6      | 22e     | 29      |
| 2017-2018        | 75e     | 63      | -        | -        | 38e     | 22      | -            | -            | -      | -      | 14e     | 41      |
| 2018-2019        | 81e     | 50      | -        | -        | -       | -       | -            | -            | -      | -      | 4e      | 50      |
| 2019-2020        | 73e     | 58      | 50e      | 4        | 42e     | 11      | -            | -            | -      | -      | 11e     | 43      |
| 2020-2021        | 100e    | 16      | 47e      | 2        | 43e     | 14      | -            | -            | -      | -      | -       | -       |

### Coupe d'Europe
- Premier départ : 15 décembre 2010, combiné de St-Moritz, 34ème
- Premier top30 : 24 janvier 2011, Super G de Pila, 23ème
- Premier top10 : 24 janvier 2013, géant de Pamporovo, 10ème
- Premier podium et première victoire : 25 janvier 2016, combiné de Châtel
- 187 départs, dont 8 podiums dont 2 victoires
- Meilleur classement général : 5ème en 2020
- Meilleur classement en descente : 3ème en 2020
- Meilleur classement en Super G : 4ème en 2020
- Meilleur classement en géant : 4ème en 2018
- Meilleur classement en combiné : 2ème en 2015

| Année/Classement | Général | Général | Descente | Descente | Super G | Super G | Slalom géant | Slalom géant | Slalom | Slalom | Combiné | Combiné |
| Année/Classement | Class.  | Points  | Class.   | Points   | Class.  | Points  | Class.       | Points       | Class. | Points | Class.  | Points  |
| ---------------- | ------- | ------- | -------- | -------- | ------- | ------- | ------------ | ------------ | ------ | ------ | ------- | ------- |
| 2011             | 145e    | 17      | -        | -        | 57e     | 8       | 88e          | 1            | 84e    | 8      | -       | -       |
| 2013             | 86e     | 63      | -        | -        | -       | -       | 34e          | 63           | -      | -      | -       | -       |
| 2014             | 37e     | 242     | -        | -        | -       | -       | 19e          | 131          | 23e    | 111    | -       | -       |
| 2015             | 12e     | 450     | 21e      | 35       | 36e     | 27      | 30e          | 74           | 5e     | 269    | 11e     | 45      |
| 2016             | 8e      | 451     | 36e      | 24       | 16e     | 77      | 13e          | 173          | 27e    | 77     | 2e      | 100     |
| 2017             | 23e     | 320     | -        | -        | 27e     | 53      | 16e          | 137          | 41e    | 48     | 7e      | 82      |
| 2018             | 10e     | 517     | 41e      | 10       | 15e     | 87      | 4e           | 331          | 31e    | 67     | 20e     | 22      |
| 2019             | 24e     | 311     | 18e      | 93       | 19e     | 53      | 33e          | 89           | 49e    | 36     | 11e     | 40      |
| 2020             | 5e      | 541     | 3e       | 230      | 4e      | 212     | 44e          | 27           | -      | -      | 6e      | 72      |
| 2021             | 23e     | 239     | 10e      | 76       | 5e      | 149     | 62e          | 14           | -      | -      | -       | -       |

### Championnats du monde junior
| Épreuve / Édition | Québec 2013 | Jasná 2014 | Hafjell 2015 |
| ----------------- | ----------- | ---------- | ------------ |
| Descente          | -           | -          | 11e          |
| Super G           | -           | 21e        | Bronze       |
| Slalom géant      | 20e         | 20e        | 7e           |
| Slalom            | -           | 7e         | DNF          |
| Combiné           | -           | 6e         | Or           |
| Team Event        | Argent      | Argent     | -            |

### Championnats de Suisse
Championne de super combiné  2016